# Ginger Kids
«Ginger Kids» («Niños Colorados» en España y «Niños Pelirrojos» en Hispanoamérica) es el episodio número 137 de la serie de Comedy Central South Park que fue originalmente presentada el 9 de noviembre de 2005. El episodio causó controversia después de que su premisa irónica fuese malinterpretada por personas que actuaron con violencia contra los niños de piel clara, pecas y pelo rojo.

## Argumento
En clase, Cartman tiene una presentación de odio, argumentando que los "Gingers", las personas con el pelo de rojo, pecas, y piel pálida, son repugnantes, inhumanos, y mudo inherentemente, no tienen alma, son muy cortos, y son incapaces de sobrevivir en la luz del sol. Cuando Kyle dice que él tiene el pelo rojo, Cartman dice que hay una segunda clase de pelirrojos, los "ambulantes diurnos", que tienen el pelo rojo, pero no la piel pálida y pecas.
En un intento de Kyle para probar que Cartman está actuando mal, decide hacer una presentación hacia Cartman, con el argumento de que ser un "niño colorado" es un rasgo hereditario. Para probar esto, Kyle y Stan visitan a una familia que han tenido hijos colorados. Para su sorpresa, los padres de los niños colorados, que según ellos cada uno lleva un gen recesivo que les ha llevado a tener hijos pelirrojos, poseen el mismo prejuicio hacia los niños colorados como Cartman, a tal punto que les recomienda casarse con una asiática para no tener la suerte que tuvieron ellos. Cuando Kyle y Stan finalmente hacen su presentación, Cartman se pone de pie y utiliza referencias bíblicas (alegando que "Judas fue un pelirrojo") y, en consecuencia, todos los niños pelirrojos son tratados como parias y obligados a comer en el pasillo en lugar de la cafetería. Stan, Kyle y Kenny se ponen de acuerdo en que realmente necesitan darle una lección a Cartman.
Kyle, Stan y Kenny van de hurtadillas a la habitación de Cartman en la noche y utilizan aclarador de piel para hacer su pálida piel, le tiñen el pelo de rojo y le ponen henna para hacerle tatuajes de pecas en la cara (pero primero para asegurarse de que esté inconsciente, que Kyle se asegura de golpear a él con un bate de béisbol muchas veces, debido a su odio hacia Cartman). Cartman despierta en la mañana para descubrir que ahora tiene "gingervitis o coloritis" y se ha convertido en uno mismo. Cuando es llevado a un médico al respecto, su médico perjudicados lanza insultos flagrante de él e incluso sugiere que la mamá de Cartman que lo ponga a dormir, lo que ella considera. En la escuela, Butters se burla de Cartman, es objeto de discriminación por las mismas personas que él mismo inspiró a despreciar a los Gingers y se ve obligado a unirse a ellos en la comida en el pasillo, a pesar de sus intentos de convencerlos de que se sigue siendo quien era. En respuesta a esto, Cartman se establece un movimiento, el "Movimiento Separatista Colorado" para promover los mejores aspectos de ser pelirrojo.
En un principio fue pacífica, el movimiento de Cartman rápidamente se vuelve violento, el argumento de que los colorados son los "escogidos". Él y su organización comienzan a protestar, como golpear a una morena que interpretó a Annie, por parecer una pelirroja, pero en realidad no serlo. Finalmente, Cartman convence a los niños pelirrojos para decidir matar a todos los no-colorados.
En la oscuridad de la noche Stan, Kyle, y Kenny deciden colarse en la habitación de Cartman y regresar su aspecto original. Sin embargo, en su camino, los niños comienzan a asomarse y aparecer de ninguna parte y seguirlos. En un primer momento, a pesar de terror, los chicos tratan de ignorar. Kenny es repentinamente arrebatado, lo que provocó Kyle y Stan se echen a correr. Mientras tanto, los niños de todo el pueblo son secuestrados de sus hogares por los niños colorados. Finalmente, Stan y Kyle son los únicos que quedan. Ellos se encierran en un granero para la protección, pero los niños colorados se meten a abrumar a los dos muchachos.
Todos los no-colorados son llevados a una habitación (alquilados por los niños pelirrojos), se asemeja a una cámara de sacrificio, con un pozo de lava. Todos ellos están presos en jaulas y serán elegidos para el sacrificio de uno en uno.
Kyle es elegida como el primero. Sin embargo, afirma que antes de morir, le gustaría decir algo en privado a Cartman y le dice que Cartman no es realmente un colorado. Cartman se da cuenta de que, como no-pelirrojos serán ejecutados, decide convencer a los colorados en el movimiento que cada uno debe vivir en armonía con el fin de salvarse de su propio culto. Como los otros niños se liberan, Kyle murmura a Cartman que es un "idiota manipulador" a la que Cartman (por una vez) está de acuerdo, pero no importa siempre y cuando él no vaya a morir y dice "Los colorados no tienen alma!"